# Obstruction (comportement)
Pour les articles homonymes, voir Obstruction.
L'obstruction, obstructionnisme ou blocage communicationnel (en anglais stonewalling) est le refus de communiquer de manière pleinement coopérative. On observe notamment ce comportement dans le cadre de relations interpersonnelles ou encore dans des affaires judiciaires et politiques.

## Relations interpersonnelles
L'obstruction s'observe notamment dans les relations interpersonnelles, où il s'assimile à un comportement passif-agressif, parfois aussi désigné comme de l'emmurage ou de la placardisation. Dans ce contexte, l'obstruction est un mécanisme de défense et d'autoapaisement, parfois inconscient, qui vise à préserver l'intégrité et les émotions de la personne qui l'utilise.
L'obstruction peut se manifester par le silence, le monologue monotone, le changement de sujet et l'éloignement physique de la situation, par exemple en quittant la pièce.
Dans le livre The Seven Principles for Making Marriage Work, qui s'intéresse à la dissolution relationnelle, le psychologue John Gottman remarque que les hommes sont souvent les principaux auteurs du blocage communicationnel, tandis que les femmes utilisent majoritairement la technique de la critique.

## Affaires judiciaires et politiques
L'obstruction est aussi une technique utilisée dans les contextes judiciaires et politiques, où il est question d'obstruction à la justice et d'obstruction parlementaire.